# Klein Árpád
Klein Árpád (Budapest, 1903 – 1944. december 30.) magyar nemzetközi labdarúgó-játékvezető. A második világháborúban munkaszolgálatosként vesztette életét.

## Pályafutása

### Nemzeti játékvezetés
Játékvezetésből 1920-ban Budapesten a Magyar Futballbírák Testülete (BT) előtt vizsgázott. Az MLSZ által üzemeltetett labdarúgó bajnokságokban kezdte sportszolgálatát. A BT javaslatára NB II-es, 1930-tól NB I-es besorolást kapott. Küldési gyakorlat szerint rendszeres partbírói szolgálatot is végzett. Nemzeti játékvezetői pályafutásának az 1941-ben bekövetkezett halála véget vetett.
| Időpont           | Helyszín                   | Mérkőzés típusa         | Mérkőzés             | Eredmény | Nézők száma |
| ----------------- | -------------------------- | ----------------------- | -------------------- | -------- | ----------- |
| 1937. december 5. | Kispesti Stadion, Budapest | 12. forduló az NB I-ben | Kispest FC–Szeged FC | 7 – 2    | 1500        |

#### Nemzeti kupamérkőzések
Vezetett kupadöntők száma: 1.

##### Magyar labdarúgókupa
Az 1928–1929 évekre nem írták ki a tornát.
| Időpont          | Helyszín                       | Mérkőzés típusa | Mérkőzés                            | Eredmény | Nézők száma |
| ---------------- | ------------------------------ | --------------- | ----------------------------------- | -------- | ----------- |
| 1930. június 26. | Hungária úti Stadion, Budapest | döntő           | Bocskai FC debreceni–Szegedi Bástya | 5 – 1    | 1200        |
| 1933. május 25.  | Hungária úti Stadion, Budapest | döntő           | Ferencvárosi TC–Újpest FC           | 11 – 1   | 10 000      |

### Nemzetközi játékvezetés
A Magyar Labdarúgó-szövetség Magyar Futballbírák Testülete (BT) javaslatára terjesztette fel nemzetközi játékvezetőnek, a Nemzetközi Labdarúgó-szövetség (FIFA) 1936-tól tartotta-tartja nyilván bírói keretében. Egy nemzetek közötti válogatott, valamint több klubmérkőzést vezetett, vagy működő társának partbíróként segített. A nemzetközi játékvezetéstől 1941-ben halálával búcsúzott. Válogatott mérkőzéseinek száma: 1.
| Időpont          | Helyszín                  | Mérkőzés típusa | Mérkőzés                | Eredmény | Nézők száma |
| ---------------- | ------------------------- | --------------- | ----------------------- | -------- | ----------- |
| 1936. július 12. | Taksim Stadion, Isztambul | felkészülési    | Törökország–Jugoszlávia | 3 – 3    | 8000        |

## Szakmai sikerek
A  Magyar Futballbírák Testülete (BT) javaslatára az Országos Tanácsülés ezüst oklevéllel, valamint kis-plakettel ismerte el szolgálatát.

## Külső hivatkozások
- Klein Árpád. footballzz.com. (Hozzáférés: 2014. június 21.)
- Klein Árpád. eu-football.info. (Hozzáférés: 2016. január 9.)
- Klein Árpád. magyarfutball.hu. (Hozzáférés: 2014. június 21.)
- Klein Árpád. niif.hu. (Hozzáférés: 2014. október 6.)
- Klein Árpád. honvedfc.hu. [2016. január 30-i dátummal az eredetiből archiválva]. (Hozzáférés: 2016. január 9.)